# پیغمبریه
بنای فعلی پیغمبریه مربوط به دوره صفوی است و در قزوین، جانب شرقی خیابان پیغمبریه و جنب مدرسه و مسجد پیغمبریه در غرب بنای چهل ستون قرار دارد و تاریخ ساخت بنا به دوران صفویه برمی‌گردد که در ادوار بعدی بازسازی و تکمیل شده است. بنا بر شواهد تاریخی قدمت اصلی این بقعه به ۲۲۰۰ سال قبل برمی‌گردد و از این رو از جملهٔ معدود آثار دینی مربوط به پیش از اسلام و مسیحیت در ایران به‌شمار می‌آید. این مجموعه از لحاظ تاریخی، فرهنگی و مذهبی، اهمیت ویژه‌ای دارد. رد پای معماری دوره‌های مختلف و همچنین رهگذر فکری ادیان ابراهیمی در آن قابل رؤیت است. در جانب شمال غربی این آستان و در زیر زمین، دهلیزی کهن و مخفی قرار دارد که علمای نامداری از تاریخ تشیع در آن آرمیده‌اند و قبور بسیاری بدون نشان در آن قرار دارد که به زعم کارشناسان می‌تواند به افراد سرشناسی از عالمان دینی یا نزدیکان دربار پادشاه صفویه یا قاجاریه مربوط باشد. الهیان تنکابنی، میرزا مسعود شیخ‌الاسلامی، ملاعلی طارمی، سید زرآبادی و احمد عزیزی از جمله این علما هستند. با توجه به اینکه بقعه چهارانبیاء از نزدیکترین بقاع دینی در حریم کاخ یک پادشاه می‌باشد لذا چند شاه‌نشین در آن وجود دارد و به‌طور قطع عالمان سرشناس عصر صفوی همچون شیخ بهایی، ملاصدرای شیرازی و میرداماد در آن به شکل مستمر تردد داشته‌اند.
سرداب این مکان سالیان درازی است که مسدود می‌باشد و راهی برای ورود به آن وجود ندارد. مردم قزوین احترام خاصی برای این بقعه قائلند و همواره در اولین روز از ماه‌های قمری برای انجام دعا، نیایش و پخش نذورات در آن گردهم می‌آیند. پیوسته زائران و گردشگرانی از کشورهای مختلف با ادیانی متفاوت جهت بازدید در این مجموعه حاضر می‌شوند.

## تاریخچه
این مکان را آرامگاه چهارتن از پیامبران بنی‌اسرائیل به نام‌های :سهولی، سلام، القیا و سلوم می‌دانند و به " چهار انبیاء " نیز معروف می‌باشد که گفته می‌شود آنان پیامبرانی می‌باشند که مژده میلاد مسیح را از اورشلیم به سوی شرق آورده بودند و از اسناد موقوفات صفویه برمی آید که این مکان در پایان قرن یازدهم هجری زیارتگاهی مورد احترام بوده و باغ‌هایی را بر آن وقف کرده‌اند. در تنها سندی که از این مجموعه وجود دارد، تنها در کتیبه مدرسه پیغمبریه، بازمانده از دوره صفویه با نام «مقام شریف» از آن یاد شده است

## توصیف بنا

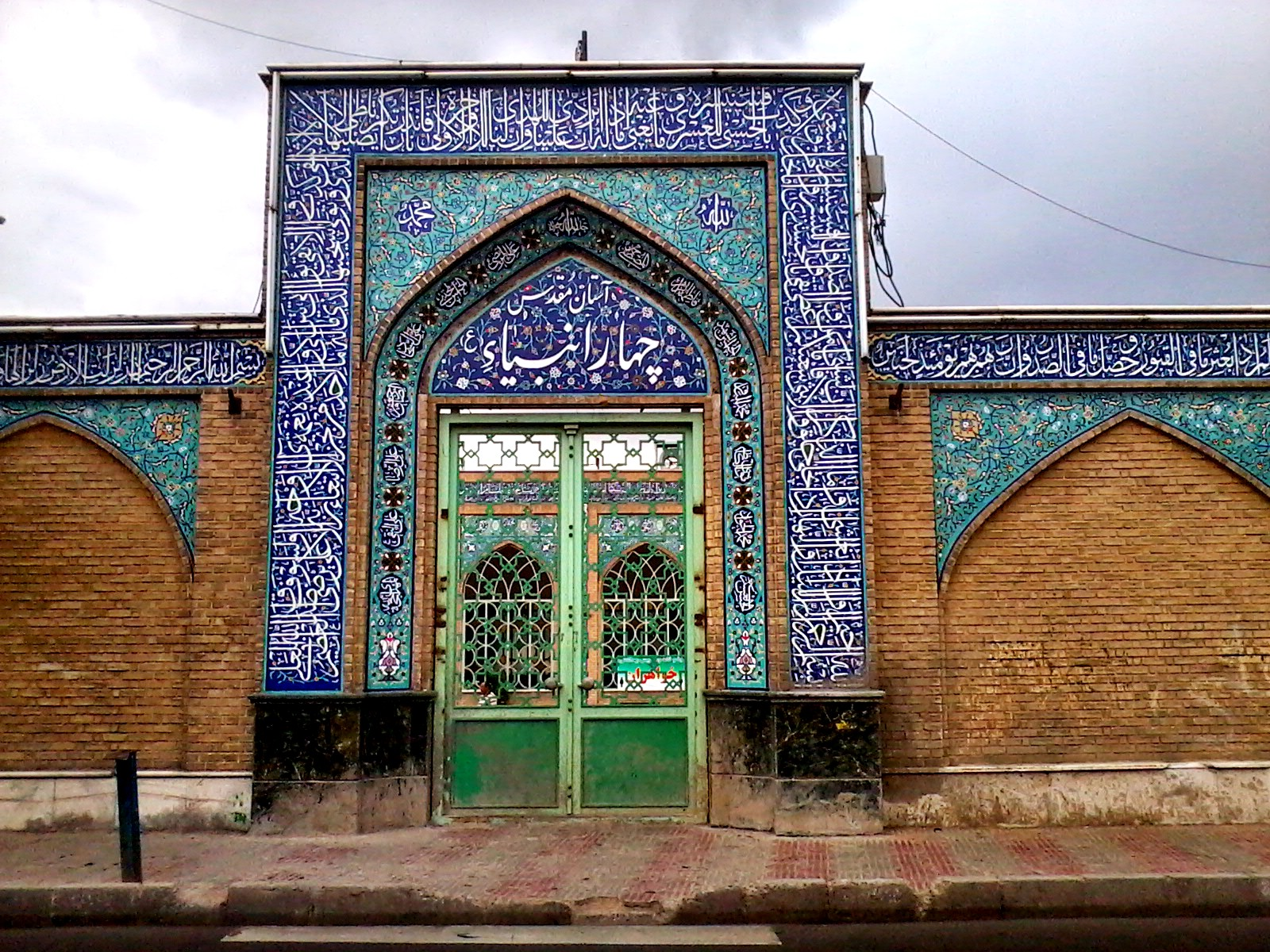
ورودی مقبره چهار انبیا

بنای فعلی پیغمبریه از آثار میرزا مسعود شیخ الاسلام می‌باشد. حرم در چهار جهت دارای چهار شاه‌نشین است و طرح آن در داخل به صورت بیست ضلعی است. در چهار جانب حرم چهار قوس بلند برپا گردیده که به کمک فیلپوش‌ها، طاق حرم را نگاه داشته‌اند. از جایی که قوس‌ها آغاز شده، دور تا دور حرم کتیبه‌ای گچ‌بری شده از سوره جمعه با رنگ طلایی روی زمینه لاجوردی به خط نسخ توسط شیخ علی سکاکی نوشته شده که از جمله آثار هنری بقعه به‌شمار می‌رود لازم است ذکر شود، علاوه بر چهار پیامبر نامبرده، مقبره امامزاده صالح بن حسن مجتبی نیز در همین مکان می‌باشد.
در دوره معاصر سر درب مقبره با دوبیتی از میرزا رحیم سامت که به عنوان تنها شعر سروده شده از این فقیه و مجتهد به جای مانده است؛ تزیین شده است.

## ثبت ملی
این اثر در تاریخ ۷ آذر ۱۳۷۵ با شمارهٔ ثبت ۱۷۷۴ به‌عنوان یکی از آثار ملی ایران به ثبت رسیده است.